# Vetenskapsåret 1885

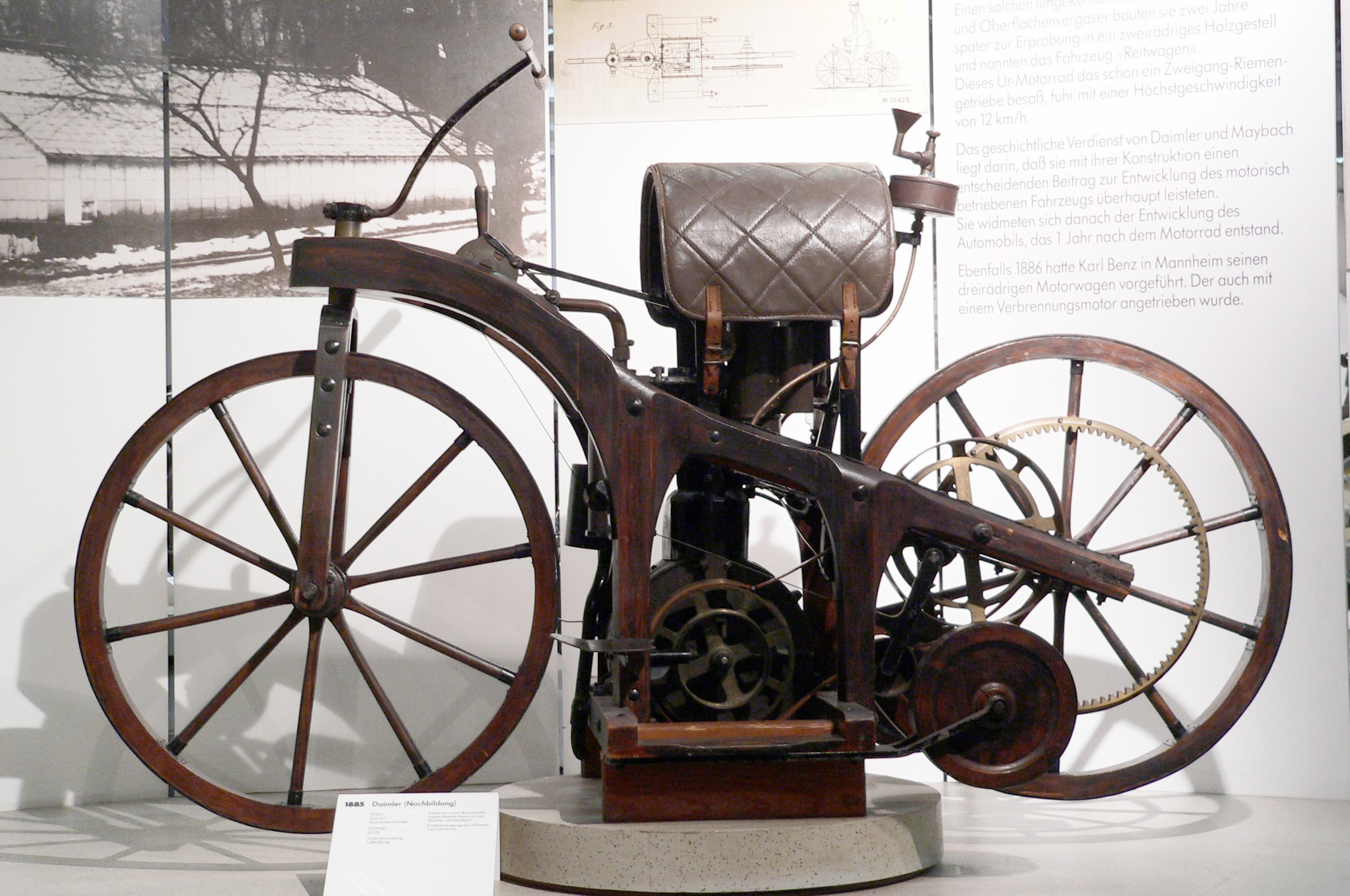
Daimlers motorcykel.

## Händelser

### Astronomi
- 20 augusti - Ernst Hartwig upptäcker S Andromedae, en supernova i Andromedagalaxen, den första supernovan som upptäcks utanför Vintergatan. Under några nätter är den från Jorden synlig med blotta ögat [1].

### Medicin
- 6 juli -  Louis Pasteur provar framgångsrikt sitt vaccin mot rabies på Joseph Meister, en pojke biten av en smittad hund.

### Teknik
- Okänt datum - Gottlieb Daimler konstruerar den första motorcykeln.
- Okänt datum - John Boyd Dunlop uppfinner det luftfyllda gummidäcket.

## Pristagare
- Bigsbymedaljen: Alphonse Renard, belgisk geolog och mineralog. [2]
- Copleymedaljen: Friedrich August Kekulé von Stradonitz, tysk organisk kemist.
- Davymedaljen: Jean Servais Stas, belgisk kemist.
- Lyellmedaljen: Harry Govier Seeley, brittisk paleontolog.
- Murchisonmedaljen: Ferdinand von Roemer, tysk paleontolog och geolog.
- Wollastonmedaljen för geologi: George Busk, brittisk marinkirurg, zoolog och paleontolog. [3]

## Födda
- 1 augusti - George de Hevesy (ungerska György Hevesy) (död 1966), ungersk kemist, Nobelpristagare 1943.
- 7 oktober - Niels Bohr (död 1962), dansk fysiker, Nobelpristagare 1922.
- 23 oktober - Jan Czochralski (död 1953), polsk kemist, upptäckare av Czochralski-processen för odling av kristaller.
- 9 november - Hermann Weyl (död 1955), tysk matematiker.

## Avlidna
- 12 juni - Fleeming Jenkin (född 1833), brittisk ingenjör, konstruktör av kabinbanan.

### Fotnoter
1. ↑  Så funkar universum, James Muirden
2. ↑  ”Geological Society”. Arkiverad från originalet den 21 april 2009. https://web.archive.org/web/20090421141428/http://www.geolsoc.org.uk/gsl/info/collections/archives/page753.html. Läst 13 april 2011.
3. ↑  ”Geological Society”. Arkiverad från originalet den 5 juni 2011. https://web.archive.org/web/20110605102217/http://www.geolsoc.org.uk/gsl/society/history/page750.html. Läst 13 april 2011.